# Mohammed Rashid
Mohammed Rashid, né le 3 juillet 1995 à Ramallah en Palestine, est un footballeur international palestinien qui joue au poste de milieu de terrain à Persebaya Surabaya.

## Biographie

### En club
Le 17 juin 2021, il signe un contrat d'un an avec le club indonésien de Liga 1 Persib Bandung.Il fait ses débuts professionnels pour le club, lors d'une victoire 1-0 contre Barito Putera le 4 septembre 2021. Le 11 septembre 2021, Rashid inscrit ses premiers buts pour le club en marquant un doublé en Liga 1, leur valant une victoire 2-1 contre Persita Tangerang.
Le 13 juillet 2023, il signe en faveur du club indonésien de Bali United. Il inscrira son premier but avec son nouveau club lors d'une victoire 2-5 contre Stallion Laguna FC en Coupe de l'AFC.

### En selection
Rashid participe avec l'équipe de Palestine à la Coupe d'Asie 2019 aux Émirats arabes unis.

## Palmarès
Jabal Al-Mukaber
- Championnat de Palestine: 2023